# Giancarlo Bianchini
Giancarlo Bianchini (Ingeniero Luiggi, Provincia de La Pampa, Argentina; 13 de mayo de 1997) es un futbolista argentino. Juega como mediocampista ofensivo o enganche y su primer equipo fue Talleres de Córdoba. Actualmente milita en Audace Cerignola Serie c de Italia.

## Trayectoria

### River Plate
Llegó a River proveniente de Matienzo de Ingeniero Luiggi, donde realizó gran parte de su formación como futbolista.  Se acostumbra a jugar en el centro del campo y además tiene mucha llegada al gol. En el conjunto millonario fue campeón de la sexta división en 2014 que dirigió Juan José Borrelli, en dicho torneo convirtió cuatro goles.

### Talleres de Córdoba
Tras quedar libre en River Plate llega a Talleres en el 2015 y el juvenil Giancarlo sigue su formación deportiva en Córdoba. Formó parte de la Reserva de AFA de Talleres que consiguió el título en la temporada 2016/17. Tras destacarse en la Reserva albiazul, integró la pretemporada de cara al campeonato 2017/18 de la Primera División.

### Unión de Santa Fe
En enero de 2019 llega a Unión de Santa Fe para sumarse al plantel de Reserva.

### Ferro de General Pico
En marzo de 2021 se convierte en refuerzo de Ferro de General Pico para el Torneo Federal A.

## Clubes
| Club                   | País      | Año       |
| ---------------------- | --------- | --------- |
| Talleres de Córdoba    | Argentina | 2017-2018 |
| Unión de Santa Fe      | Argentina | 2019-2020 |
| Ferro de General Pico  | Argentina | 2021      |
| Boca Nuova Melito ADMO | Italia    | 2021-?    |